# آلورستون، تاسمانیا
آلورستون (به انگلیسی: Ulverstone) یک شهرک در استرالیا است که در تاسمانی واقع شده‌است.